# مقاطعة كلاي (ميزوري)
مقاطعة كلاي (بالإنجليزية: Clay County)‏ هي إحدى المقاطعات في ولاية ميزوري في الولايات المتحدة الأمريكية.

## أعلام
- جون إليس مارتينو
- ألجيرنون سيدني غيلبرت
- والاس بيري
- ماسون إس. بيترز
- ويليام أوين بوش